# Raging Stallion Studios
狂暴种马工作室是一家位於美國舊金山的男同性戀色情片公司，也是世界規模最大的男同性戀色情片公司之一。該公司的創立者是Chris Ward、J. D. Slater、Michael Brandon。2009年，Raging Stallion Studios和AEBN合併。2010年和2011年該公司均獲得年度男同志色情片獎。